# Brad Friedel
Bradley Howard Friedel (n. 18 mai 1971, Lakewood⁠(d), Ohio, SUA) este un fost jucător de fotbal american. A jucat 82 de meciuri pentru Echipa națională de fotbal a Statelor Unite ale Americii între anii 1992 și 2005, și și-a reprezentat țara la trei Campionate Mondiale. Este în acest moment jucătorul cu cele mai multe apariții consecutive în Premier League, și anume 310.

## Viața personală
Friedel și soția sa Tracy au două fiice, Izabella și Allegra.

## Carieră

### Cariera internațională

#### Cupa Mondială 1998 și 2002
| Acasa        | Scor | Deplasare  |
| ------------ | ---- | ---------- |
| Germania     | 1-0  | USA        |
| Mexic        | 0-2  | USA        |
| Polonia      | 3-1  | USA        |
| Korea de Sud | 1-1  | USA        |
| USA          | 3-2  | Portugalia |
| USA          | 0-1  | Iugoslavia |

## Palmares

### Galatasaray
- Cupa Turciei: 1996

### Blackburn Rovers
- Cupa Ligii: 2002
- Jucătorul anului de la Blackburn Rovers: 2002–03

### Aston Villa
- Cupa Păcii: Câștigător în 2009
- Cupa Ligii: Finalist în 2010

### Internațional
- Medalia de bronz la Cupa Confederațiilor 1999 cu Statele Unite.